# Brzeźno (Gdańsk)

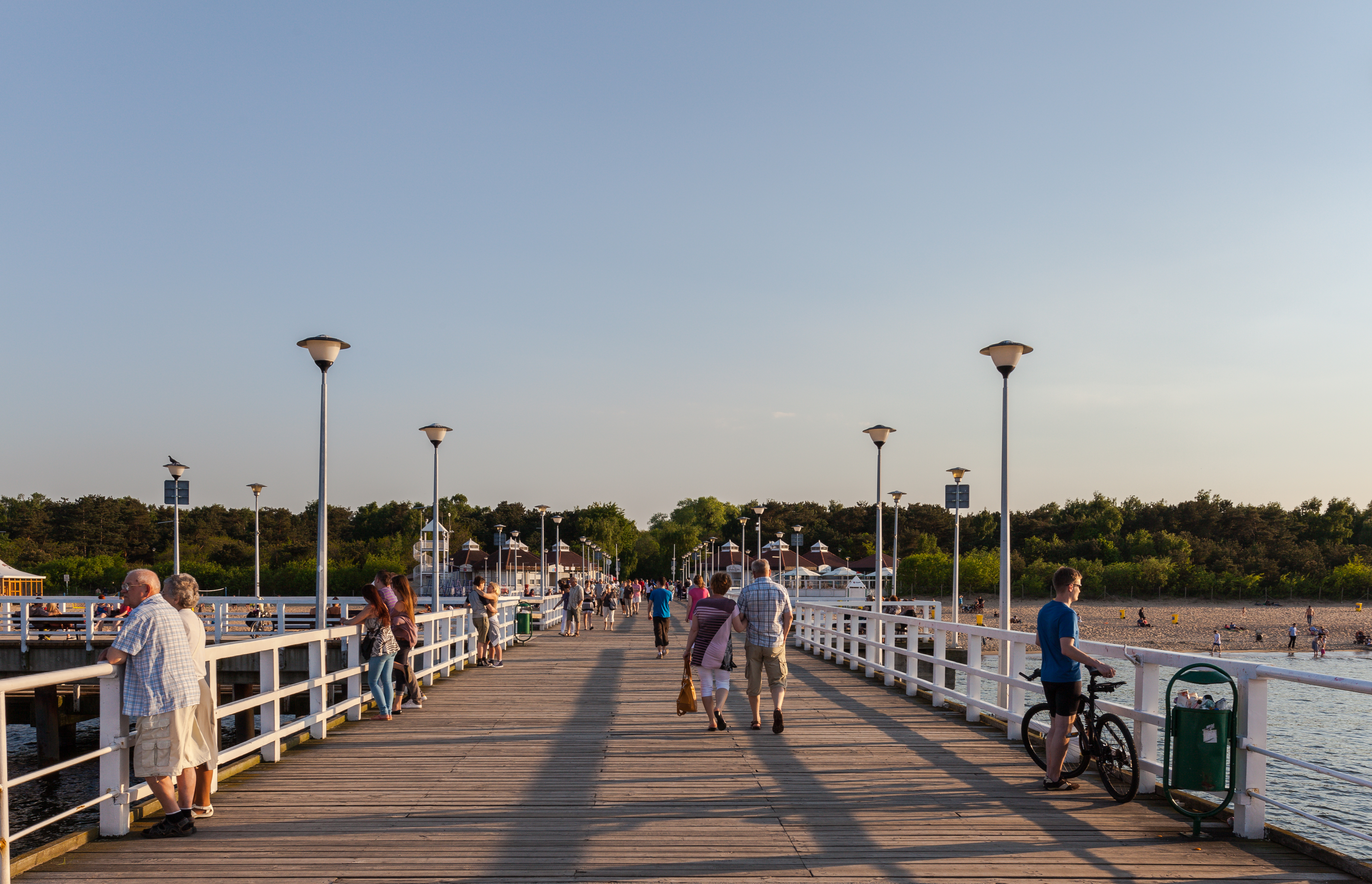
Molo

Brzeźno (kaszub. Brzézno lub Brzezno, niem. Brösen, ang. Brazensland) – nadmorska dzielnica administracyjna w Gdańsku, położona w północnej części miasta, z dwoma letnimi kąpieliskami morskimi.

## Położenie
Od północy Brzeźno oblewają wody Zatoki Gdańskiej. Od wschodu graniczy z dzielnicami Nowy Port i Letnica, od południa z dzielnicą Wrzeszcz Dolny a od zachodu z Zaspą-Rozstajami i Przymorzem Wielkim. Przez dzielnicę przechodzą dwa pasy wydm zaliczane do zachodnich krańców Mierzei Wiślanej – młodszy wzdłuż deptaku nadmorskiego i starszy po północnej stronie ul. Uczniowskiej. W tym drugim znajduje się najwyższy naturalny punkt dzielnicy, bezimienna wydma o wysokości 5,3 m n.p.m.

## Toponimia
Istnieje kilka hipotez dotyczących pochodzenia nazwy.
Według jednej "Brzeźno" pierwotnie było nazwą jeziora, która została utworzona z formantem -no od podstawy roślinnej brzoza i oznaczała jezioro, nad którym rosną brzozy. Leżąca nad nim osada nazywała się Prusęcino (od zamieszkującej ją ludności pochodzenia pruskiego). Wiele wskazuje na to, że właśnie Prusęcino zmieniło później nazwę na Bresno (pierwszy zapis na ten temat pochodzi z 1323). Z uwagi na dwuznaczność nazwy odnoszącej się do jeziora i osady, jezioro przemianowano na "Zaspa".
Druga hipoteza mówi o powstaniu nazwy osady od słowa brzeg odnoszącego się do nadmorskiego położenia.
Dawne zapisy nazwy: Prusicino, Prusęcino (1278), Bresno, Bresin (1480), Brieszno (1570), Bresen (1618). Obecna nazwa została administracyjnie zatwierdzona 12 listopada 1946.
Przystanek Szybkiej Kolei Miejskiej o nazwie „Gdańsk Brzeźno” wbrew swojej nazwie znajdował się w sąsiedniej dzielnicy Nowy Port.

## Historia

### Brzeźno – wieś
- XIII wiek – pierwsze wzmianki o Brzeźnie. Do początków XIX wieku było rybacką osadą należącą przez ponad 600 lat do cystersów z Oliwy.
- Wieś duchowna, należąca do klasztoru w Oliwie położona była w drugiej połowie XVI wieku w powiecie gdańskim województwa pomorskiego[5].
- 1758 – wybudowanie dwóch latarni morskich, ułatwiających wejście do gdańskiego portu morskiego.
- 1769 – powstanie pierwszego zakładu przemysłowego – wytwórni saletry, założonej przez Franciszka Karola Deissela.
- 1773–1807 – przejęcie wsi z rąk cystersów przez Królestwo Prus i włączenie jej do dóbr oliwskich (Amt Oliva).

### Czas kurortu

Plan Brzeźna z roku 1932
1. Kościół pod wezwaniem św. Antoniego
2. Szkoła podstawowa
3. Rybacka część dzielnicy
4. Dom Zdrojowy
5. Hala Brzegowa
6. Molo
7. Łazienki
8. Stacja kolejowa Danzig Brösen
9. Stacja kwarantanny w Neufahwasser (Nowy Port)
10. Latarnia morska
11. Zespół budynków urzędowo-administracyjnych w Neufahwasser (Nowy Port): obóz dla uchodźców, Policja

- 1804 – major Ernst von Zieten rozpoczął wynajmowanie kwater oraz oferowanie kąpieli w łazienkach z podgrzaną wodą morską[6].
- 1810 – rozbudowa kąpieliska, zniszczonego przez sztorm w roku 1813.
- 1820 – wybudowanie przez francuskiego mistrza murarskiego Fryderyka Bladau zakładu kąpielowego. Zakład spłonął w pożarze w 1829.
- 1826 – wydanie przez Karla Eduarda Ertela lokalnego pisma pt. "Kallisto".
- 1830 – wybrukowanie pierwszej drogi łączącej Brzeźno z Gdańskiem (Nowym Portem).
- 1833 – powstanie kolejnego zakładu kąpielowego i wybudowanie przez Wilhelma Pastoriusa domu zdrojowego z 40 pokojami oraz łazienkami z wodą morską.
- 1838 – rozpoczęcie budowy drogi łączącej Brzeźno z Gdańskiem przez Nowe Szkoty. Budowę zakończono w 1848.
- 1843 – wybudowanie żelaznej latarni morskiej, zastępującej jedną z już istniejących.
- 1850 – budowa Fortu Brzeźno, mającego za zadanie zabezpieczenie dostępu do Nowego Portu. W latach 1908–1910 system fortyfikacji nadbrzeżnych przebudowano. Na północnym stoku Fortu Brzeźno wybudowano cztery stanowiska artylerii dalekosiężnej z pięcioma bunkrami dla artylerzystów. Do dziś przetrwało pięć schronów, cztery działobitnie i fosy.
- 1867 – oddanie do użytku linii kolejowej z Gdańska do Nowego Portu, wiodącej przez peryferie Brzeźna.
- 1891 – wybudowanie szkoły.
- 1892 – pożar[7] i odbudowa (w 1893) eklektycznego domu zdrojowego z restauracją. Wewnątrz możliwe były ciepłe kąpiele w podgrzanej wodzie morskiej.
- 1892 - ówczesna wieś miała 588 mieszkańców, z czego 231 Kaszubów katolików, 353 Niemców (231 katolików i 122 ewangelików) oraz 4 Żydów.[8]
- 1899-1900 – budowa drewnianej Hali Brzegowej, z galeriami i 2 wieżami widokowymi. W hali znajdowały się restauracje, galerie spacerowe i miejsca do odpoczynku[9].
- koniec XIX wieku – wybudowanie linii tramwaju elektrycznego z Gdańska do Nowego Portu i z Nowego Portu przez Brzeźno do Wrzeszcza.
- 1900 – budowa stumetrowego molo (przedłużonego w latach międzywojennych do 250 metrów przy 6 m szerokości), do którego zawijały statki wycieczkowe.
- początek XX wieku – elektryfikacja Brzeźna.
- 1910 – sprzedanie kąpieliska gminie Brzeźno.
- 1913 - na chwilę przed włączeniem w granice Gdańska Brzeźno ma 2.700 mieszkańców[10] i 4 hotele: Deutsches Haus prowadzony przez Kökmanna, Kurhaus - Max Klemowitz, Hotel Seestern - O. Pettan, Strandhotel - K. Reck; 2 lekarzy Stromberg i Wegeli; weterynarza E. Schwartz; 3 piekarzy Hasselberg, A. Kuhncke, Otto Schauer. Było też 2 bednarzy August Ladwig i Wilhelm Sahm, 3 rzeźników B. Bahlinger, Heinrich von Hinrichs i Otto Zeller, 2 fryzjerów Klokowski i Schimmelpfenig, 2 szewców Dehring i Walter, 2 kołodziejów A. Knoff i Karl Piotrowski, 2 stolarzy A. Harnau i Milkan. Kowalem jest Josef Uhlenberg, blacharzem/hydraulikiem Paul Kuhnke, ogrodnikiem Petrsohn. Jest też fabryczka odzieżowa Hermnanna Wegnera, wytwórnia likierów B. Lachenaura. Handel książkami i art. papierniczymi prowadzi Anastasia Brosowski. Działa również 6 sklepów kolonialno-spożywczych. Największym posiadaczem ziemskim jest R. Witt.[10]
- 1914, 1 kwietnia – Brzeźno zostaje przyłączone do Gdańska[11].
- 1922–1926 – budowa kościoła rzymskokatolickiego.
- 1923 – powstanie cmentarza rzymskokatolickiego przy obecnej Al. Hallera (zamkniętego w 1948, zlikwidowanego decyzją wojewody w 1961, ekshumacji szczątków dokonano w grudniu 2014; pochowanych tu było około 800 osób)[12][13].
- 1945, 25 marca – wkroczenie do Brzeźna Armii Czerwonej.

### Okres po II wojnie światowej
- 1962–1984 – okres budowy osiedli z "wielkiej płyty"; powstanie podziału na "nowe" i "stare" Brzeźno.
- Po 1989 – odzyskiwanie przez Brzeźno kąpieliskowo-wypoczynkowego charakteru.
- 1993–1996 – Budowa nowego mola, o długości 130 m[14][15].
- 2002–2003 – budowa ciągu pieszo-rowerowego łączącego Brzeźno z Sopotem.
- 2002 – budowa hotelu Lival.
- 2003 – budowa hotelu Villa Pascal.
- 2005 – budowa hotelu Villa Corona; początek rewitalizacji dawnego parku zdrojowego.
- 2008 – II etap rewitalizacji dawnego parku zdrojowego.

### Liczba ludności
- 1771 – 194 osoby[16]
- 1886 – 385 osób[16]
- 1934 – 3400 osób[16]
- 2013 – 5800 osób[16]

## Turystyka
Na plaży zorganizowano 2 letnie kąpieliska morskie:
- Dom Zdrojowy Gdańsk Brzeźno – obejmujące 100 m linii brzegowej na wysokości wejścia na plażę nr 41.
- Molo Gdańsk Brzeźno – obejmujące 500 m linii brzegowej na wysokości wejść na plażę od nr 49 do 52.

Budynek Domu Zdrojowego (ul. Zdrojowa 2) został wybudowany w 1893 w stylu eklektycznym, z klasycystyczną fasadą. W 2016 podjęto decyzję o remoncie obiektu przez miasto. Odnowiony i oddany do użytku w końcu 2021 Dom Zdrojowy jest zarządzany przez Centrum Hewelianum i pełni funkcję Centrum Edukacji Ekologicznej z możliwością noclegów dla 60 osób, posiada także salę konferencyjną i kawiarnię. Przewidywany pierwotnie termin rozpoczęcia prac przypadał na sierpień 2018, jednak uległ on rocznemu opóźnieniu, co w połączeniu  z opóźnieniem prac budowlanych spowodowało opóźnienie otwarcia z października 2019 i potem końca 2020 na 18 grudnia 2021. Szacowany pierwotnie koszt prac wynoszący 16,5 mln zł wzrósł ostatecznie do 23 mln zł.
Pozostałe obiekty turystyczne:
- Stare budynki rybackie
- Fortyfikacje z XIX i XX wieku
- Molo
- Plaża strzeżona
- Ścieżka rowerowa do Sopotu
- Kościół pw. św. Antoniego Padewskiego w Gdańsku z 1926 roku
- Park Brzeźnieński im. Jana Jerzego Haffnera
- 2 topole białe – pomniki przyrody – na skwerze ulic Południowej i Pułaskiego[24]
- teren rekreacyjny w miejscu dawnej Hali Brzegowej (od 2020)[25]

W południowo-wschodniej części dzielnicy znajduje się torfowisko Czerwone Błoto, zajmujące wyrobisko piasku, w którym zaprzestano eksploatacji przed 1908 r.

## Rada Dzielnicy

### Kadencja 2024–2029[27][28][29][30]
- Przewodniczący Zarządu Dzielnicy 
  - Jarosław Gudzowski
- Przewodniczący Rady Dzielnicy 
  - Piotr Mazurek

### Kadencja 2019–2024[31]
- Przewodniczący Zarządu Dzielnicy 
  - Jarosław Gudzowski
- Przewodniczący Rady Dzielnicy 
  - Dobrosław Bielecki

### Kadencja 2015–2019[32]
- Przewodniczący Zarządu Dzielnicy 
  - Marcin Łukjanowicz
- Przewodnicząca Rady Dzielnicy 
  - Alina Jażdżewska

### Kadencja 2011–2015[33][34]
do 1 czerwca 2014 jako Rada Osiedla
- Przewodniczący Zarządu Dzielnicy 
  - Cezary Śpiewak-Dowbór
- Przewodnicząca Rady Dzielnicy 
  - Urszula Bartkowiak

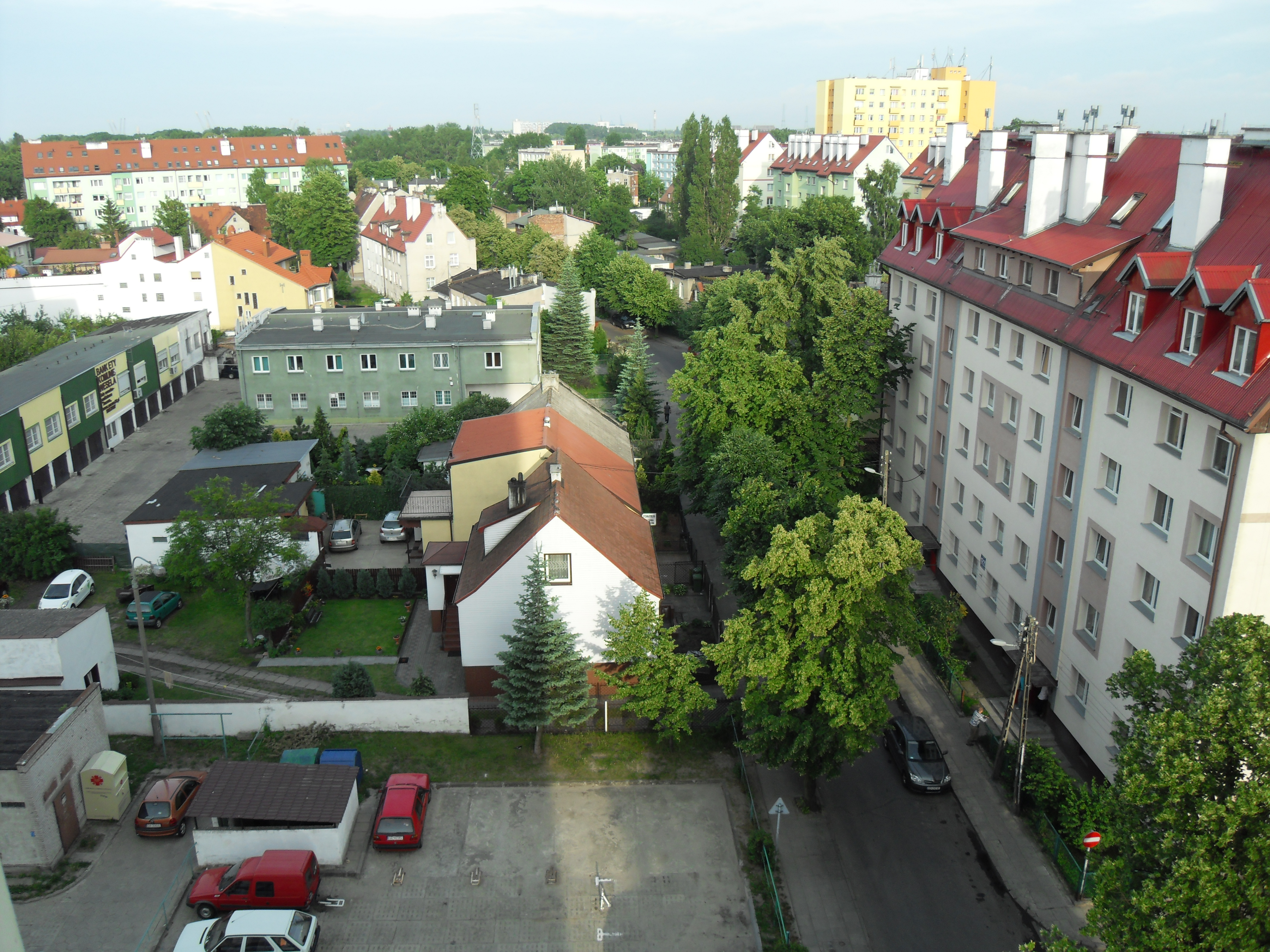
Panorama Brzeźna - zdjęcie z bloku 22 - ulica Emilii Plater
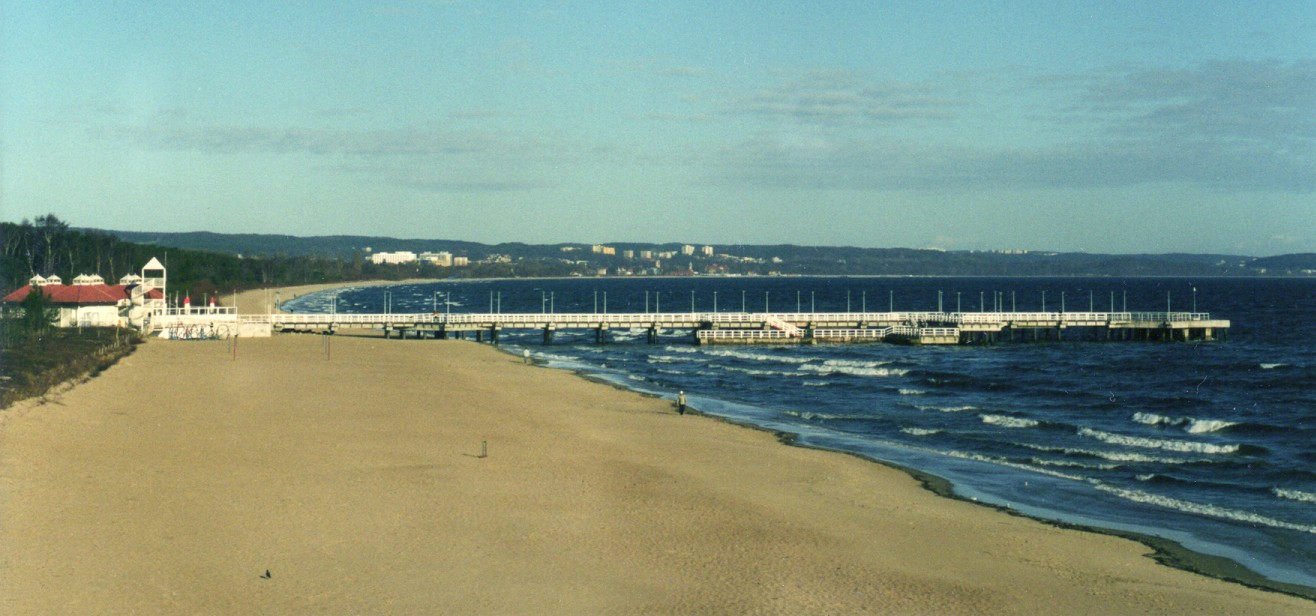
Molo w Brzeźnie
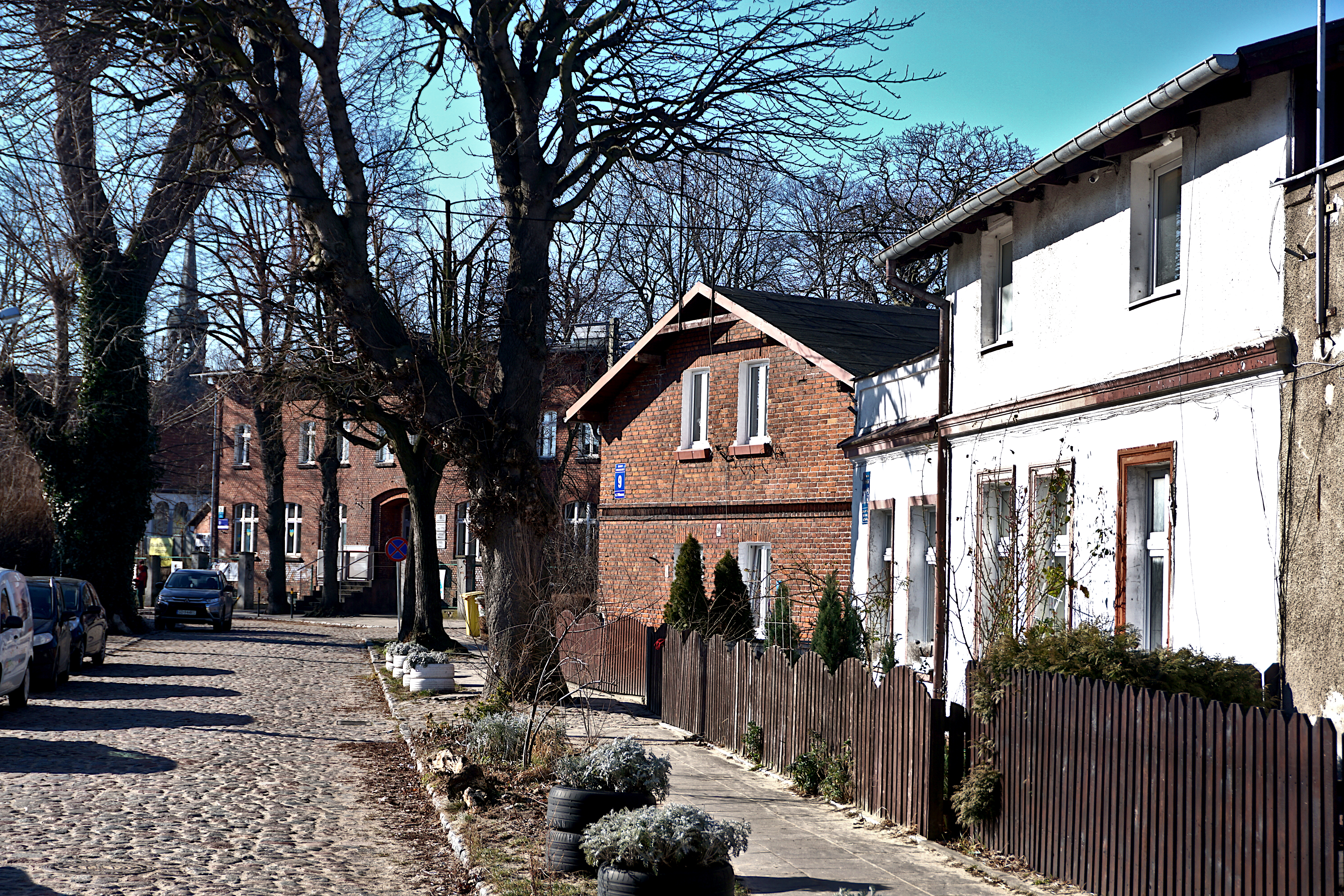
Stare domy i kocie łby w Brzeźnie
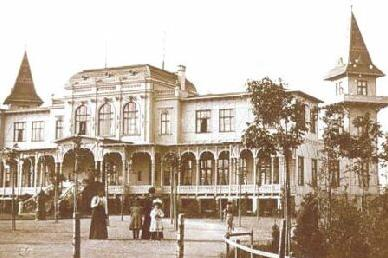
Nieistniejąca Hala Brzegowa ok. 1900 r.
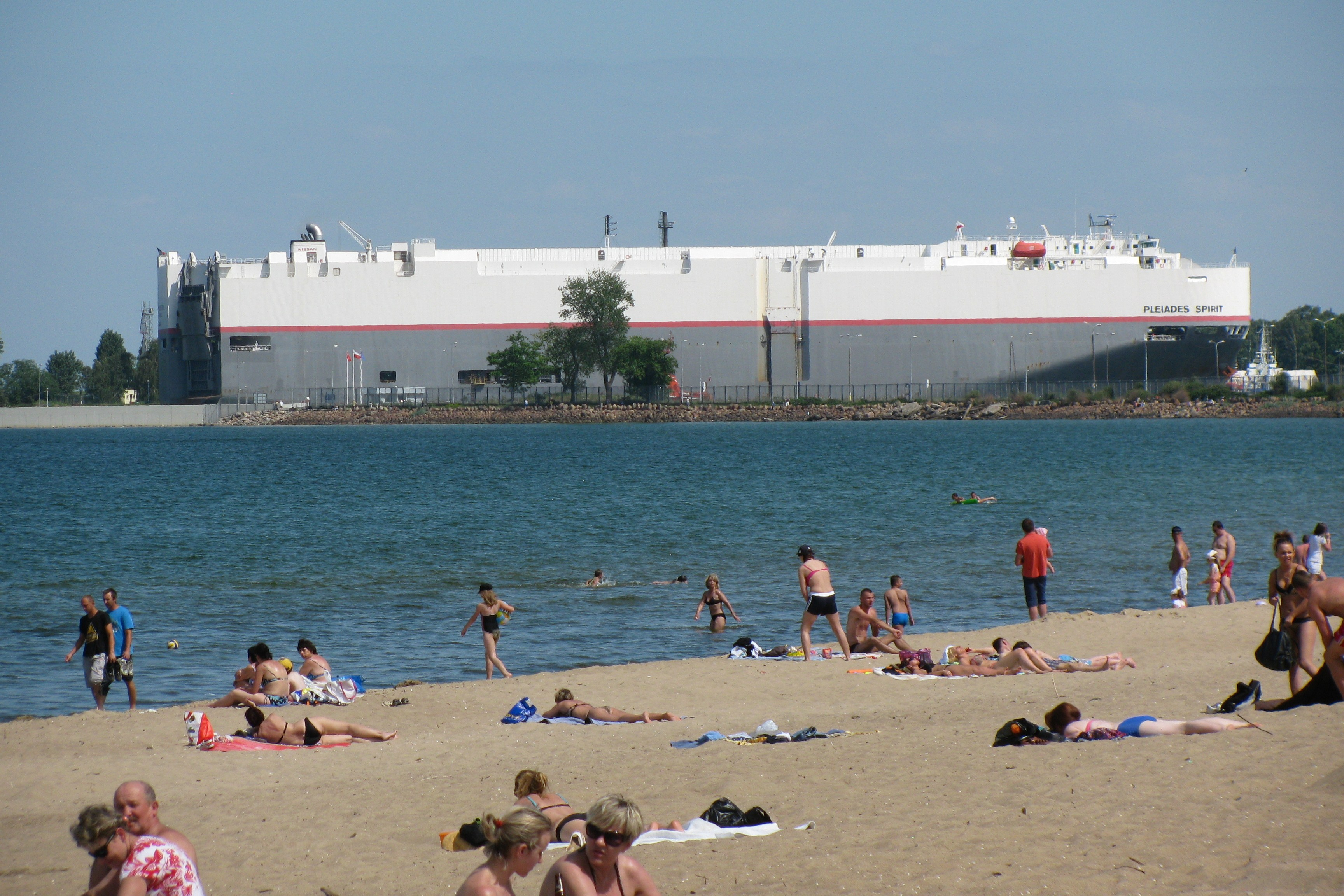
Plaża i statek wychodzący z portu morskiego w Gdańsku
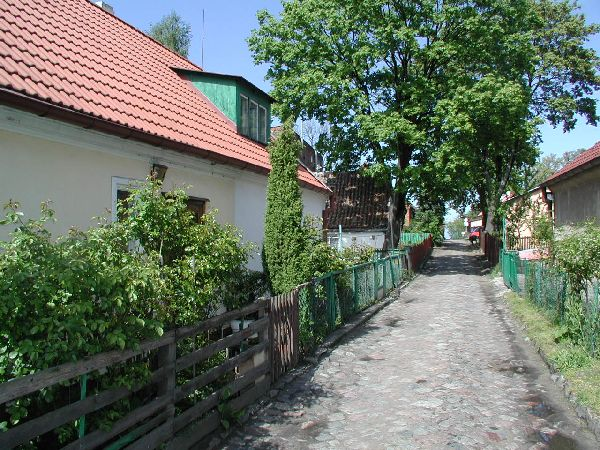
Ul. Miła – uliczka z rybacką zabudową prowadząca na brzeźnieńską plażę

## Literatura
- Był sobie Gdańsk. Brzeźno, Nowy Port, Grzegorz Fortuna, Donald Tusk, Gdańsk 2004
- Brzeźno – Najstarsze Kąpielisko Wybrzeża Gdańskiego, Waldemar Nocny, Gdańsk 2004
- Zarys dziejów kąpieliska w Brzeźnie, Acta Cassubiana, t. V, Wojciech Konkel, Gdańsk 2003
- Miasto jak ogród – Brzeźno, Polski Klub Ekologiczny, 2/1997